# Liparetrus nigrifrons
Liparetrus nigrifrons är en skalbaggsart som beskrevs av Britton 1980. Liparetrus nigrifrons ingår i släktet Liparetrus och familjen Melolonthidae. Inga underarter finns listade i Catalogue of Life.